# Jan Kotouč
Jan Kotouč (* 1987 Praha) je český spisovatel žánrů military science fiction a space opera, magistr v oboru Komunikace a masmédia.

## Život
Svoji literární dráhu začal na serveru Jediland.cz. Jeho první vydanou prací byla povídka Příliš blízké setkání, která se v roce 2008 úspěšně umístila v Ceně Karla Čapka a vyšla ve sborníku Mlok 2008. V ní se poprvé objevuje jeho universum ze vzdálené budoucnosti, sektor Hirano, ve kterém dochází k celé řadě konfliktů jak mezi lidmi navzájem, tak i mezi lidmi a mimozemskou civilizací.
Roku 2012 získal jeho dvoudílný román Tristanská občanská válka cenu Kniha roku v anketě Aeronautilus a v tom samém roce obdržel od Evropské společnosti sci-fi a fantasy cenu Encouragement Award pro nadějné nováčky.

## Dílo

### Romány ze sérieSektor Hirano
- Pokračování diplomacie (2009)
- Příliš blízké setkání (2010), rozšířené vydání povídky z roku 2008
- Tristanská občanská válka (2011), dva díly
- Volání do zbraně (2012)
- Na prahu očistce (2014)
- Bitva o Sinaj (2015)
- Simeral v plamenech (2016)
- Cíl: Kasimir (2017)

### Romány ze sérieČeské země
- Nad českými zeměmi slunce nezapadá (2016)
- Ofenziva českých zemí (2017)
- V tajné službě Koruny české (2019)
- Spojenci českých zemí (2020)
- Bitva o české země (2022)
- Hrdinové českých zemí (2023), sbírka povídek

### Romány ze sérieCentrální impérium
- Hranice impéria (2019)
- Císař v exilu (2019)
- Obránci civilizace (2020)
- Odkaz Protektorů (2020)

### Samostatné romány
- Strnadův efekt (2023)

### Povídky
- Příliš blízké setkání, povídka ze série Sektor Hirano později přepracovaná na román, sborník Mlok 2008.
- Malá apokalypsa, povídka, časopis Pevnost 2011/10.
- Nová éra (2012), povídka, časopis Pevnost 2012/02.
- Velitelské rozhodnutí, povídka ze série Sektor Hirano, časopis XB-1 2013/07.
- Invaze (2013), třicátý první svazek série Agent John Francis Kovář.
- Válečné hry, povídka, antologie Zpěv kovových velryb (2014).
- Bez iluzí, povídka z antologie Soumrak světů (2014), třicátý třetí svazek série Agent John Francis Kovář.
- Argentinské probuzení, povídka z antologie Ve stínu Říše (2017).
- The Silesian Command, povídka z vesmíru Honorverse, vydaná v antologii What Price Victory? (2023)